# 非裔約旦人
非裔約旦人，是祖先為黑人（多数是奴隸）、具有黑人血統的約旦人，他們主要生活在約旦西南部的卡拉克省。
他們多数説阿拉伯語和信仰伊斯蘭教。